# 宇宙機命令言語
宇宙機命令言語 （または衛星制御言語、宇宙機制御言語、システム試験運用言語（STOL）、衛星試験運用言語など）は、宇宙機のミッションシステムを指揮するためのコンピュータ命令言語である。 最終的に、宇宙機命令言語は遠隔コマンドをテレコマンドで操作するために使用されるが、打ち上げ前のオンボードシステム（プロトタイプ、エンジニアリングモデル、フライトハードウェアとソフトウェア）と地上システムの開発と検証にも使用される。 
宇宙機命令言語は通常、人間の言語に似た形式で書かれる。 これは、通常バイナリ形式であるテレコマンドのプロトコルとは対照的である。（ただし、16進数で表示される場合や、コマンドディスプレイによってラベル付きフィールドに分割される場合がある）。 SCLやPLEXILなどの一部の宇宙機命令言語は、オンボード実行実行環境を使用して宇宙機で実行される。 
NASA ゴダード宇宙飛行センターの開発したシステム試験運用言語（Systems Test and Operation Language; STOL）の機能要件と言語の説明（1978） は宇宙機命令言語の概念を示している。 
 システム試験運用言語（Systems Test and Operation Language; STOL）は、ペイロード、アプリケーションプログラム、およびその他の地上システム要素とのユーザーによる通信手段を提供する。 これは、運用者またはユーザーがコマンドをコンピューター・システムに通信できるようにするシステム運用言語である。 システムは、ユーザーからの高水準言語の各ディレクティブを解釈し、プログラムの実行、スナップショットの印刷、ペイロードコマンドの送信など、指示されたアクションを実行する。 

 STOLは、繰り返し行われる固定の操作シーケンスを常にまったく同じ順序で実行し、テスト手順またはプロジェクトオペレーションコントロールセンター（POCC）の運用の再現性を保証することにより、ペイロード試験および運用の担当者を反復的なタスクから解放する。  

## 歴史
頭字語STOLが適用された元の言語であるGSFCシステム試験運用言語は、1970年代にゴダード宇宙飛行センターで設計され、少なくとも3つの他の衛星運用言語で表現されていた機能を標準化した。 
ミッション固有またはサイト固有の名前でさまざまなSTOLが他の場所で作成され増殖した。これは、Jargon 統合プログラムがゴダード宇宙飛行センターで試作され、その他のSTOLの方言とともに英語の文を限られた一連のMSTOLのディレクティブに変換するまで続いた。  他の言語は後に衛星制御ソフトウェアスイートの一部として民間企業によって開発され、提供された。 

## コマンド変換の例
次の例は、特定の宇宙機について、自然言語のCSTOLコマンドと、それらが翻訳される低レベルの宇宙機へのコマンドを示す。 
最初の2つの例は、同じ宇宙機へのコマンドに変換される2つの異なるCSTOLコマンドを示す。これは、この宇宙機へのコマンドが引数として異なる値を取ることを示している。 
最後の例では、CSTOLコマンドは別のCSTOLコマンドに変換され、その後、人間が読めるテキスト形式の宇宙船コマンドに変換される。 宇宙船がテキスト形式を読み取ることができる場合、コマンドはそのままアップリンクされる。 それ以外の場合、コマンドはアップリンクの前に、地上でパックされたバイナリ表現に変換される。 
| CSTOLコマンド                | 宇宙機コマンド （テキスト形式、あるいは16進数 ） |
| ---------------------------- | ------------------------------------------------ |
| slew grating to 1800         | CC229F08                                         |
| slew grating to 1216.0 a     | CC229F08                                         |
| set observation list to 5    | CC220605                                         |
| set entrance slit to stellar | CC220780                                         |
| move extender to 10.0 mm     | 3FCC280C83                                       |
| move extender to 1.0 cm      | 3FCC280C83                                       |

| CSTOLコマンド | 中間CSTOLコマンド      |
| ------------- | ---------------------- |
| close gripper | move gripper to 6.0 cm |

## 宇宙機命令言語

### オープンソースおよび政府調達の言語
| • | CSTOL         | - | コロラド（大学）システム試験運用言語、 コロラド大学 。 :6 。                                                                   |
| • | ETOL          | - | ESAテスト運用言語、 欧州宇宙機関 。                                                                                            |
| • | MSTOL         | - | マルチ衛星運用管理センター（MSOCC）アプリケーションエグゼクティブ（MAE）システム試験運用言語、 NASAゴダード宇宙飛行センター 。 |
| • | PLEXIL        | - | NASAエイムズリサーチセンター 、計画実行交換言語。                                                                              |
| • | PLUTO         | - | 試験運用ユーザーのための手順言語、 ECSS                                                                                        |
| • | STOL          | - | システム試験運用言語、 NASA GSFC 。                                                                                            |
| • | Timeliner‑TLX | - | Draper LabとNASA-JSCによって開発された国際宇宙ステーションで使用されるコマンド言語とエグゼクティブ。                           |
| • | TSTOL         | - | 可搬型ペイロードオペレーションコントロールセンター（TPOCC）システムテストおよび運用言語、NASA GSFC。                           |

### 商用言語
| • | Epoch 2000 STOL | - | Epoch 2000システム試験運用言語、Kratos Defense & Security Solutions 。               |
| • | SCL             | - | 宇宙機命令言語、Interface Control Systems、Inc.                                      |
| • | Auspice-TLX     | - | Auspice Corp.からのライセンスに基づいて開発されたISS Timeliner-TLXの商用バージョン。 |